# Il libro dei morti (Child e Preston)
Il libro dei morti è un romanzo di Lincoln Child e Douglas Preston.
È in ordine cronologico, la settima avventura che ha per protagonista l'agente dell'FBI Aloysius Pendergast, la terza e ultima della Trilogia di Diogene.

## Trama
La trama prosegue dalla fine del libro precedente La danza della morte.
Al Museo di Storia naturale di New York viene recapitato un pacco pieno di frammenti di diamanti, ovvero l'intera collezione del museo. Quando i media lo scoprono e fanno scoppiare lo scandalo, i responsabili del museo decidono di riaprire al pubblico la Tomba di Senef, perfetta ricostruzione di un tempio egizio sigillato a causa di una presunta maledizione. Grazie alla donazione di un anonimo finanziatore, allestiscono uno spettacolo che ricrei dal vivo il saccheggio della tomba a opera di sacerdoti profanatori, sorpresi dalla resurrezione della mummia. Ma alcuni addetti ai lavori impazziscono e sviluppano comportamenti violenti che portano addirittura all'omicidio. Nessuno però sospetta di essere una semplice pedina in mano a un vero e proprio genio del male: Diogenes Pendergast, il killer psicopatico che vuole lanciare l'ennesima sfida contro la città e soprattutto contro il fratello, l'agente dell'FBI Aloysius Pendergast.

## Personaggi principali
Aloysius Pendergast: agente dell'FBI

Vincent D'Agosta: tenente della polizia di New York

Laura Hayward: capitano della polizia di New York

Diogenes Pendergast: squilibrato fratello ed antagonista di Aloysius

William Smithback: giornalista del New York Times

Nora Kelly: curatrice del Museo di Storia Naturale di New York e moglie di Smithback

## Edizioni
- Lincoln Child, Douglas Preston, Il libro dei morti, Sonzogno, 2006,  p. 493.